# Хосе Рамон Роділ-і-Кампільйо
Хосе Рамон Роділ-і-Кампільйо, 1-й маркіз Роділ, 3-й віконт Тробо (ісп. José Ramón Rodil y Campillo; 5 лютого 1789 — 20 лютого 1853) — іспанський військовий і політичний діяч, голова іспанського уряду від червня 1842 до травня 1843 року.

## Життєпис
Ще будучи студентом Хосе Рамон 1817 року вступив до лав іспанського війська й вирушив до Перу на боротьбу проти тамтешніх націоналістичних сил. 1829 року очолив корпус карабінерів, заснований того ж року декретом короля Фернандо VII. 1842 року очолив уряд, але протримався на посаді трохи менше року. З приходом до влади Бальдомеро Еспартеро останній намагався позбавити Роділа військових звань і нагород. Невдовзі маркіз відійшов від політичної діяльності.